# Marta Król (wokalistka)
Marta Król – polska wokalistka jazzowa, soulowa, popowa.
Autorka tekstów, pedagog, trener emisji głosu. Absolwentka Ogólnokształcącej Szkoły Muzycznej I i II st. w Bytomiu. W 2012 brała udział w koncercie Debiuty w ramach XLIX Krajowego Festiwalu Piosenki Polskiej w Opolu. Wydała pięć albumów solowych. Nominowana do nagród: Fryderyk (w kategorii Jazzowy Fonograficzny Debiut Roku), Mateusz Programu Trzeciego Polskiego Radia  (w kategorii Debiut Roku)

## Nagrody
- 2005 I nagroda w Ogólnopolskim Festiwalu Młodych Wokalistów Debiuty w Lublinie[2]
- 2007 Nagroda Specjalna dyrektora TVP S.A. w Ogólnopolskim Festiwalu Młodych Wokalistów Debiuty w Lublinie[2]
- 2007 Grand Prix w Ogólnopolskim Festiwalu Piosenki Angielskiej w Brzegu[2]
- 2009 Wyróżnienie na Międzynarodowym Festiwalu Jazzowym Nowa Nadzieja Jazzu w Łomży[2]
- 2011 Nominacja do Fryderyka w kategorii Jazzowy fonograficzny debiut roku (album The first look)[3]
- 2011 Nominacja do Mateusza Trójki w kategorii Muzyka Rozrywkowa – Debiut[4]
- 2012 Medal Honorowy Bytomianki Jesieni 2012 przyznawany przez Ligę Kobiet Nieobojętnych[2]
- 2024 Tytuł Osobowości Kultury Sukcesu

## Dyskografia

### Albumy solowe
- 2011 The first look[5][2]
- 2014 Thank God I'm a Woman[6]
- 2017 Tribute To The Police
- 2019 Z Tysiąca i Jednej Nocy Wigilijnych (Joachim Sevenitz, Marta Król, Paweł Tomaszewski Group)
- 2021 All About Me
- 2022 Sentimental Journey (Vinyl Album)

### Kompilacje
- 2011 Smooth Jazz Cafe 11 – Różni wykonawcy (Marta Król)[7]
- 2014 Smooth Jazz Cafe 14
- 2021 Smooth Jazz Cafe 2021